# 天主教泰賈諾-波利卡斯特羅教區
天主教泰賈諾-波利卡斯特羅教區（拉丁語：Dioecesis Dianensis-Policastrensis）是天主教會在義大利的一個教區。屬薩萊諾-坎帕尼亞-阿切爾諾總教區。

## 歷史
波利卡斯特羅教區繼承了布森蒂諾的教座，後者最早出現於501/2年的文獻中。諾曼人抵達後，教區重整。1058年3月24日，波利卡斯特羅教區成立。1552年波利卡斯特羅為回教徒所毀，教座曾長期遷移至托雷奧爾薩伊阿。
1850年9月21日迪亞諾教區成立，1882年易名為泰賈諾教區。
1980年9月16日起兩教區由同一主教牧養。1986年9月30日兩個教區合併，成立新的教區並易名至今。

## 現況
教區包括薩萊諾省東南部41市，教座位於泰賈諾。2010年有教友116,400人，佔轄區總人口99.3%。教區下轄八十一個堂區，有八十一名司鐸。現任教區主教為安多尼·德盧卡。